# La piccola bottega degli orrori (film 1986)
La piccola bottega degli orrori (Little Shop of Horrors) è un film del 1986 di Frank Oz, ispirato all'omonimo musical di Alan Menken e Howard Ashman.
È interpretato da Rick Moranis, Ellen Greene, Vincent Gardenia e Steve Martin. Il musical era a sua volta basato sul film omonimo di Roger Corman.
Le riprese si svolsero nello 007 Stage, il più grande set dei Pinewood Studios di Londra, dedicato al produttore Albert R. Broccoli. Il film fu prodotto con un budget di 25 milioni di dollari, mentre il costo della pellicola originale, secondo Corman, era di 30.000 dollari. Come il suo predecessore, il film di Oz non ebbe un notevole successo commerciale, ma si apprestò a diventare un film culto. Il film fu candidato all'Oscar per i migliori effetti speciali e per la migliore canzone originale ("Mean Green Mother from Outer Space").

## Trama
New York, anni sessanta. Seymour Krelborn lavora nel negozio di fiori del signor Mushnick insieme ad Audrey, la sua giovane collega. Per via della mancanza di clientela, Mushnik pensa di chiudere il negozio quando all'improvviso Audrey gli consiglia di esporre la strana pianta che possiede Seymour. Infatti l'esposizione di quella pianta, che egli ha soprannominato "Audrey II", attira subito un cliente e Seymour spiega di aver preso la piantina (che somiglia a una pianta carnivora) da un negozio cinese durante un'eclissi. Proprio quando gli affari dal negozio migliorano, la piantina inizia a morire, preoccupando Seymour. Il ragazzo prova di tutto per farla star meglio ma nulla funziona, finché egli si taglia accidentalmente un dito scoprendo che la piantina si nutre di sangue umano per vivere.
Audrey II inizia a crescere gradualmente e così Seymour diventa una celebrità locale. Egli prova a chiedere ad Audrey di uscire con lui, ma lei rifiuta perché ha già organizzato un appuntamento con il suo fidanzato, il dottor Tony Scrivello (Orin Scrivello in lingua originale), un sadico e violento dentista. Nonostante ciò Audrey segretamente ricambia l'amore che Seymour prova per lei. Di notte, non appena quest'ultimo chiude il negozio, Audrey II inizia a parlare domandandogli di ricevere più sangue, ma Seymour spiega di non poter più darle il proprio. Allora la pianta gli propone di uccidere la gente per nutrirla, promettendogli che in cambio lo avrebbe fatto diventare ricco e famoso. Inizialmente Seymour rifiuta l'orribile proposta della pianta, ma quando vede Audrey che viene maltrattata da Scrivello, cambia idea.
Così Seymour si prende un appuntamento dal dentista portandosi una revolver per uccidere Scrivello, ma alla fine non ha il coraggio di compiere tale gesto. Ironicamente è lo stesso Scrivello a uccidersi quando la valvola di controllo di un suo apparecchio incorporato che gli pompa nelle narici del gas esilarante si rompe e Seymour semplicemente non fa niente per aiutarlo. Egli trascina il cadavere di Scrivello al negozio e si mette a macellarlo per Audrey II, venendo però scoperto dal signor Mushnik, che scappa orripilato. I giorni seguenti Seymour vede la polizia investigare sulla scomparsa di Scrivello, ma per consolazione riesce finalmente a esprimere i suoi sentimenti per Audrey. Di sera Seymour viene ricattato dal signor Mushnik, che lo minaccia di consegnarlo alla giustizia per l'omicidio di Scrivello, a meno che non gli dica il segreto della crescita di Audrey II. Mentre Seymour cerca di dirglielo, Mushnik si avvicina incautamente alle fauci di Audrey II, e viene inghiottito dalla pianta.
Nonostante gli affari del negozio vadano alle stelle e Seymour diventi popolare, egli inizia a preoccuparsi della crescita di Audrey II e del suo insaziabile appetito per il sangue. Quando gli viene offerto il contratto per un programma televisivo sulla botanica, Seymour pianifica di usare il denaro per andarsene da New York con Audrey lasciando la pianta a morire di fame. Dopo essersi accordato con la ragazza, Seymour viene colto da Audrey II, che gli domanda un altro pasto. Seymour accetta pur insistendo di prendere la carne dal macellaio. Mentre è fuori, la pianta avvicina Audrey e tenta di mangiarla. Dopo averla salvata, Seymour incontra un venditore (Patrick Martin) che gli offre un contratto per prendere i semi della pianta e metterli in vendita. Comprendendo che sarebbe un disastro, Seymour va al negozio per eliminare la pianta. Audrey II rivela di essere in realtà un alieno che ha intenzione di conquistare il mondo con i suoi boccioli. La pianta tenta di uccidere Seymour facendogli crollare addosso il soffitto del negozio, ma Seymour contrattacca e infilza Audrey II con un cavo elettrico, folgorando e facendo esplodere lei e la sua prole.
Nel finale Seymour e Audrey si sposano e vanno a vivere felici in una pittoresca casetta fuori città. Tuttavia nel loro giardino troviamo un bocciolo di Audrey II che sorride cupamente.

## Finale alternativo
Nel finale originale del film (che è più fedele al musical) Audrey veniva gravemente ferita dall'attacco di Audrey II e dopo una canzone d'addio con Seymour, Somewhere that's green, lui lascia che la pianta finisca di mangiarla. Seymour sale poi sul tetto di un palazzo per suicidarsi, ma allora appare un uomo che gli dice di avere già estratto un bocciolo da Audrey II e di averlo messo sul mercato.
Seymor si confronta con Audrey II, che dopo il numero musicale Mean green mother from outer space prevale su di lui e lo mangia senza pietà. Poi vengono mostrate le tre cantanti del coro davanti a un'enorme bandiera americana che raccontano attraverso la canzone finale Don't feed the plants come i boccioli di Audrey II vennero venduti per tutto il paese e nutriti con del sangue dagli ignari compratori. Il film si conclude quindi con New York assediata da dei boccioli di Audrey II cresciuti e diventati giganti che distruggono palazzi, divorano dei civili e si arrampicano in cima alla Statua della Libertà con i militari che tentano di contrastarle mentre compare la scritta "THE END" con l'aggiunta di "?!?", infine Audrey II sfonda lo schermo per mangiare anche lo spettatore del film.
Questo finale fu rifiutato poiché il pubblico dei test screening lo trovò troppo drammatico e crudele nei confronti dei protagonisti, che sono rappresentati come più cordiali ed empatici rispetto alle loro controparti teatrali che si sviluppano negativamente nel corso della storia meritandosi un giusto castigo, quindi fu girato il finale nel quale Audrey sopravvive e Seymour sconfigge la pianta, ma lasciandolo ambiguo con un bocciolo di Audrey II sopravvissuto. In seguito il finale originale fu restaurato e reinserito nelle nuove edizioni in Blu Ray del film come fine alternativa.

## Remake
Nel gennaio 2020, Full Circle Cinema ha riferito che è in lavorazione un remake del film, con Taron Egerton in trattative per interpretare Seymour, Scarlett Johansson nei panni di Audrey e Billy Porter nella voce di Audrey II. L'Hollywood Reporter ha affermato a febbraio che il film è stato sviluppato dalla Warner Bros. Pictures con Greg Berlanti alla regia e alla produzione con Marc Platt e David Geffen, ha confermato Porter, ed Egerton e Johansson in trattative. Inoltre, Chris Evans era in trattative per interpretare il dottor Scrivello. Matthew Robinson scriverà la sceneggiatura. A partire da maggio 2021, il remake è stato posticipato a tempo indeterminato.

## Riconoscimenti
- 1987 - Saturn Award
  - Miglior colonna sonora a Alan Menken